# Rochlitz
Rochlitz est une ville de Saxe (Allemagne), située dans l'arrondissement de Saxe centrale, dans le district de Chemnitz.

## Géographie
La ville est située à 26 kilomètres au nord-ouest de Chemnitz à la rive gauche de la rivière Zwickauer Mulde, au pied du Rochlitzer Berg, une montagne d'origine volcanique d'une hauteur de 349 m, où est extrait le "porphyre", un tuf volcanique rouge utilisé comme pierre de taille.

## Histoire
| Appartenances historiques Margraviat de Misnie 1210-1423 Électorat de Saxe 1423-1485 Duché de Saxe 1485-1547 Électorat de Saxe 1547-1806 Royaume de Saxe 1806–1871 Empire allemand 1871–1918 République de Weimar 1918–1933 Reich allemand 1933–1945 Allemagne occupée 1945–1949 République démocratique allemande 1949–1990 Allemagne 1990–présent |

Dès les IXe et Xe siècles, plusieurs villages slaves sont connus sur le territoire de la commune. D'un de ces places, le nom de la ville est dérivé (Rochelinzi en ancien sorabe). Vers la fin du XIe siècle, un peuplement possédant un marché s'est formé au-dessus du château de Rochlitz, aussi qu'une ferme pour l'alimentation du château à Poppitz au nord de la ville actuelle. Cette ferme a été transférée ultérieurement à Königsfeld.
La ville propre est fondée et se voit conférés les droits de ville vers l'an 1200, soit par Dedo le Gros, soit par un de ses fils. Une muraille est mentionnée pour la première fois en 1288. Le conseil municipal acquit le droit de la basse juridiction avant 1379, et en 1380 la ville est conférée le privilège de la blanchisserie. Les hussites envahirent la ville en 1430. En 1464 le droit de la haute juridiction est acquis, et la ville est agrandie.

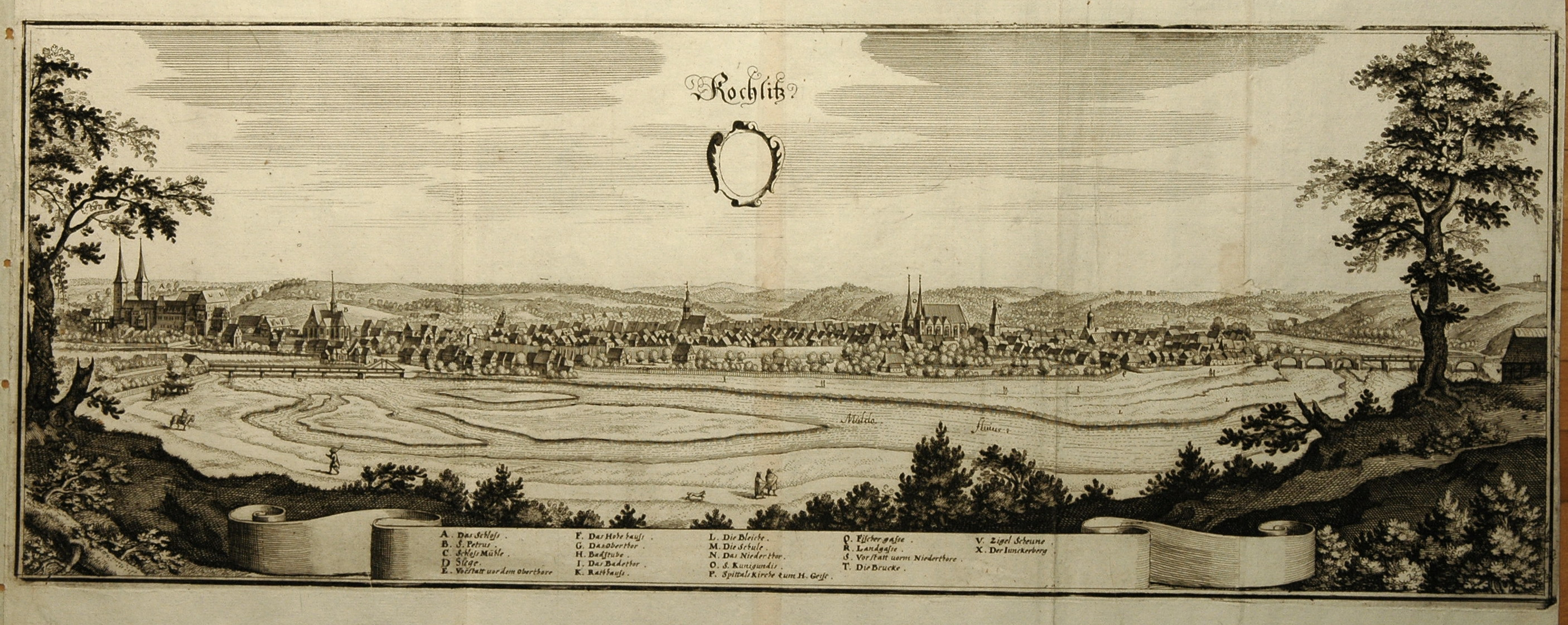
Rochlitz en 1650

La Réforme protestante est introduite en 1537 par Élisabeth de Hesse, et un collège est établi en 1538. Pendant la Guerre de Schmalkalden, la bataille de Rochlitz se déroula aux portes de la ville en 1547. Trois procès reliés à la chasse aux sorcières sont documentés entre 1556 et 1608. Pendant la Guerre de Trente Ans Rochlitz est assiégé et pris plusieurs fois, et des incendies ravagèrent la ville en 1632 et 1681. Depuis le milieu du XVIIIe siècle la ville est connectée au réseau de la poste. Une première manufacture de laine est ouverte en 1769.

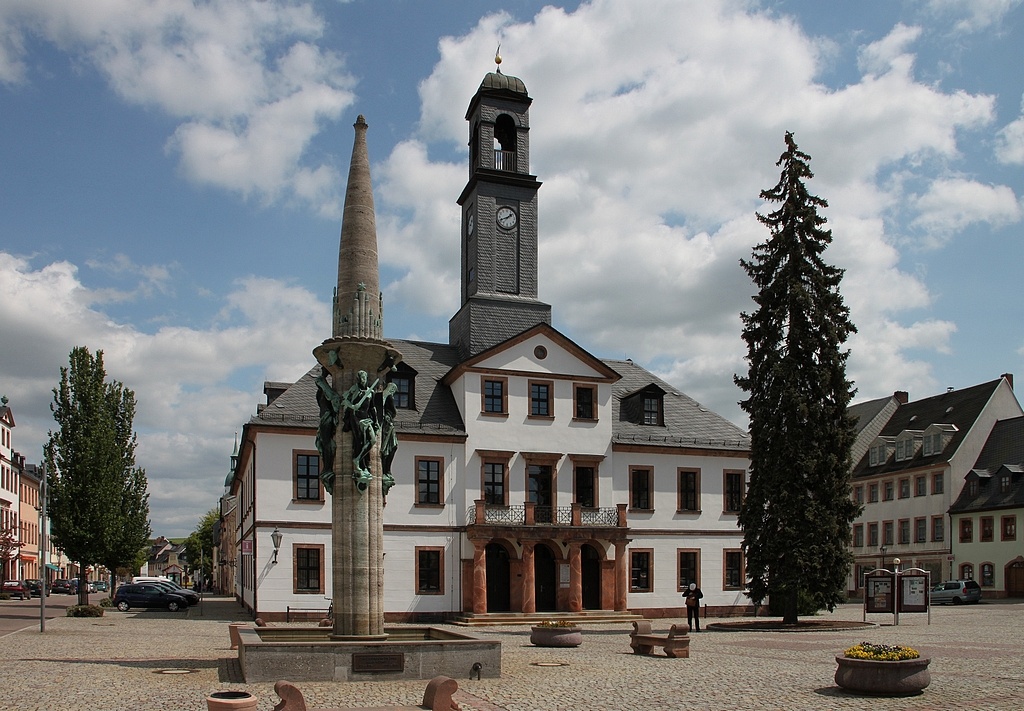
Hôtel de ville et fontaine

Après un incendie en 1802 la ville est reconstruite, culminant avec la construction d'un nouveau hôtel de ville en 1826–1828. En 1816, le premier pont en pierre taillé est construit à travers la Zwickauer Mulde. Depuis 1830, les fortifications sont démolies. À l'époque des fondateurs et les années suivantes, la ville s'est élargie considérablement. En 1872, le chemin de fer arrive à Rochlitz. Une nouvelle école est construite en 1874-1876, un nouveau bureau de la poste en 1889-1890, un séminaire des enseignants ouvre en 1895. Dans les années 1920, un nouveau quartier ("cité-jardin") et une seconde usine à gaz sont construits. Le pont est renouvelé en 1933/1934.
Le parti nazi réussit assez tôt à s'établir au conseil municipal et destitua le maire non inscrit par une intrigue politique. Les célébrations en 1936 d'un discutable 1000e anniversaire de domination allemande dans le territoire de Rochlitz, initiées par le directeur du musée locale, servirent à attirer le commerce et le tourisme. Depuis 1938, l'industrie de l'armement s'est établie à Rochlitz sous la forme de Mechanik GmbH, qui en 1944/1945 exploita le travail forcé des prisonnières juives d'un sous-camp du camp de concentration de Flossenbürg.
Rochlitz est libéré du nazisme le 14 avril 1945 par des détachements de la 3e armée des États-Unis. Jusqu'au 30 juin 1945 la Mulde était la ligne de démarcation entre les zones d'occupation américaine et soviétique. Les entreprises majeures sont expropriées depuis juillet 1945 et sont nationalisées. D'eux proviennent les VEB Elektroschaltgeräte Rochlitz, Stern Radio Rochlitz et Orsta-Hydraulik, qui employaient une grande partie de la population. Le 1er juillet 1950 le village de Poppitz est rattaché administrativement. Plusieurs nouveaux quartiers sont construits: "Am Friedenseck" de 1955 à 1961, "Am Regenbogen" de 1960 à 1965, "Wilhelm-Pieck-Straße" 1977/1978 et "Am Eichberg" 1982/1983.
Le 1er janvier 1994, les villages Noßwitz, Penna et Zaßnitz sont rattachés administrativement à Rochlitz, suivi le 1er janvier 1995 par Breitenborn. Quand-même, suivant le déclin de la RDA et la fermeture des entreprises, le nombre d'habitants s'est diminué continuellement depuis 1990, et l'âge moyen est le plus haut de tous les villes en Saxe centrale.